# Santuario di Sombreno
Il santuario della Natività di Maria conosciuto come santuario di Sombreno o del Sombreno è il principale luogo di culto di Sombreno, frazione di Paladina, in provincia di Bergamo.

## Storia
Il primo documento che cita un piccolo luogo di culto sulla località risale al 1093, ed è un atto di vendita che indica “cappellai Sante Maria di Brene” inserita nel castello di Breno. L'antico castello era posto a difesa del ponte di Lemine o della strada “Regina” che collegava Como a Bergamo. Indicata poi nel Duecento come territorio confinante e appartenente alla chiesa di Sant'Alessandro in Bergamo, indicata come “Ecclesia Sancte Marie de Breno”. L'antica chiesa fu probabilmente la prima ad avere il titolo di parrocchia avendo come sussidiarie quelle di Paladina, che si smembrerà nel 1568, di Ossanesga autonoma dal 1538. Fu poi inserita nel primiceriato di Scano come indicato nel documento del 28 febbraio 1359 del vescovo Lanfranco: “ad beneficium clericale quod vocavit in ecclesia sancte Marie de Sombreno primiceriatur de Scano”. La chiesa fu rappresentata dal presbitero “pre Bononius presbiter de Brene”
La chiesa è elencata nella stima dei redditi: nota ecclesiarum fatto stilare da Bernabò Visconti del 1360, dove risulta facente parte del primiceriato di Scano e che aveva tre benefici tra questi al presbitero Simon de la Plaza che godeva di beneficio anche per la chiesa di Mozzo.

Il Quattrocento vide la riedificazione della chiesa su richiesta dei vicini che dichiararono che la vecchia chiesa, indicata come cappella del castello non era più conforme alle necessità. La pergamena conservata nell'archivio parrocchiale dichiara che il 14 agosto 1493 l'allora podestà di Bergamo Francesco Mocenico e il capitano Matteo Lauredano, autorizzarono la nuova costruzione.
(Documento in archivio parrocchiale del 14 agosto 1493)
Probabilmente i vicini di Breno avevano già iniziato i lavori prima di averne l'autorizzazione come risulterebbe dagli studi delle fondamenta che è indicata di una sola navata con due archi trasversali a ogiva che la dividevano in tre campate.

## Descrizione

### Esterno
L'edificio è posto sopra una frangia dei colli bergamaschi, in posizione dominante sopra la località di Sombreno, ed è preceduto da un ampio sagrato. La chiesa è raggiungibile anche da una gradinata che la collega con il borgo di Breno. ed è anticipata da un ingresso completo di cancellata, portale a tutto sesto in pietra sormontato da stucchi modanati raffiguranti Dio Padre benedicente. La sua posizione lo rende visibile anche da lontano. È costituito da due blocchi attigui tra loro: uno dedicato alla Natività di Maria, l'altro alla Madonna Addolorata. La facciata a capanna è liscia e ospita centrale il portale d'ingresso in pietra e due aperture laterali rettangolari con contorno in pietra protette da inferriate. Un'apertura a tutto sesto atto a illuminare l'aula interna, completa il fronte principale.

### Interno
L'interno si presenta a navata unica divisa da lesene in tre campate che reggono gli archi laterali a sesto acuto.
Di linee molto semplici, oggetto di devozione popolare, e al proprio interno presenta discrete opere tra cui anche una reliquia molto particolare: un osso che si pensava appartenere ad una costola di elefante, probabilmente risalente a epoche remote. Gli studi avvenuti in concomitanza del restauro della chiesa, hanno appurato, tramite la collaborazione del Museo Caffi di Bergamo e l'Università del Salento, mediante datazione al radiocarbonio, che si tratta di un cetaceo vissuto tra il 1432 e il 1591
La zona presbiteriale è a pianta semiesagonale con volta a botte. Ospita l'altare in stucco di Giovanni Angelo Sala realizzato tra il 1670 e il 1672 e la tela di Antonio Zanchi con la Natività. Vi era alla fine del Quattrocento, il presbitero don Gasparino de Nervis il quale si incaricò di seguire i lavori di rifacimento e di commissionarne le decorazioni che furono eseguite dal 1494 al 1533 di cui restano poche tracce: parti dei santi Sebastiano Rocco. Opera attribuita a Andrea Previtali è l'affresco posto sul lato destro del fronte del presbiterio raffigurante la Madonna del Latte con santa Lucia e il frate offerente.
La seconda campata ospita su ogni lato due altari: l'altare dedicato al Crocefisso a sinistra, mentre a destra è posto l'altare dedicato alla Madonna del santo Rosario che ospita molti lavori di Carlo Ceresa eseguiti tra il 1646 e i 1649: San Rocco e san Sebastiano, il dipinto San Nicola e sant'Antonio  e la pala d'altare Madonna del Rosario coni santi Pietro e Caterina nonché i 15 misteri del rosario. Del medesimo artista è la tela dell'Annunciazione. La chiesa presenta stucchi di Gerolamo e Giovanni Porta e affreschi di Pietro Baschenis raffiguranti Annunciazione, e la Visitazione eseguiti nel 1625 e firmati ì: «PETR. BASCHENIS PINXIT IERONIMO BATTISTA PORTA STUAVIT».. La chiesa ospita il dipinto Adorazione dei Magi di Lucano da Imola datato 1568.
La chiesa antica dedicata alla Madonna dell'Addolorata ospita la statua lignea della Madonna Addolorata realizzata nel 1563 da ignoto e di devozione popolare.
Interessante anche un organo Serassi risalente al 1737, recentemente restaurato e perfettamente funzionante. La cantoria lignea fu realizzata nel 1736 con decori floreali e di angeli musici.